# QE2 (Mike Oldfield)
QE2 is het zesde studioalbum van Mike Oldfield. De titel en hoes (met waterlijn) verwijzen naar het schip QE2.

## Inleiding
Over de historie van dit album is slechts weinig bekend. Oldfield nam het bij hemzelf thuis (eigen geluidsstudio) op onder leiding van muziekproducent David Hentschel. In vergelijking met voorgaande albums zijn de lange tracks nu helemaal verdwenen, bij voorloper Platinum was dat al ingezet. Het betekende wel het begin van de samenwerking met Maggie Reilly, dat zou uitmonden in de succesvolle single Moonlight Shadow.

## Musici
Oldfield nodigde weer een lijst aan musici uit voor zijn album:
- Mike Oldfield: alle muziekinstrumenten behalve:
- Phil Collins – drumstel (track 1, 2)
- Mike Frye – Afrikaanse drums (track 1, 3, 6, 7, 8)
- Maggie Reilly – zang (track 1, 2, 4, 8)
- David Hentschel – synthesizer (track 1), synthesizer, drumstel etc (track 5, 7)
- Tim Cross – toetsinstrumenten (track 3, 8)
- Morris Pert – drumstel (track 3)
- Strijkorkest (leider Dick Studt) en koor onder leiding van David Bedford (track 4, 5)
- Raul d’Oliveira, Guy Barker (trompet), Paul Nieman (trombone), Philip Todd (tenrosaxofoon) – blaasensemble (track 6, 7)

## Muziek
| Nr. | Titel                                    | Duur  |
| --- | ---------------------------------------- | ----- |
| 1.  | Taurus 1 (Oldfield)                      | 10:16 |
| 2.  | Sheba (Oldfield)                         | 3:33  |
| 3.  | Conflict (Oldfield)                      | 2:53  |
| 4.  | Arrival (Benny Andersson, Björn Ulvaeus) | 2:48  |
| 5.  | Wonderful Land (Jerry Lordan)            | 3:38  |
| 6.  | Mirage (Oldfield)                        | 4:41  |
| 7.  | QE2 (Oldfield, Hentschel)                | 7:38  |
| 8.  | Celt (Oldfield, Cross)                   | 3:06  |
| 9.  | Molly (Oldfield)                         | 1:15  |

Oldfield koos ervoor zijn lange stuk Taurus in drieën te knippen en uit te smeren over drie elpees. Op verzoek van zijn platenlabel Virgin Records vulde Oldfield zijn plaat aan met twee covers te weten Arrival van het gelijknamige album van ABBA en Wonderful Land van The Shadows. In Conflict citeert Oldfield Johann Sebastian Bach (Badinerie uit de Orkestsuite 4). Molly is een niemendalletje over zijn dochter, die bij het album Songs of a distant earth uit 1994 weer zou opduiken.

## Ontvangst
Het album haalde diverse Europese albumlijsten, waarbij de notering in Oostenrijk het meest opviel: 18 weken met een toppositie op 8. In Duitsland speelde iets anders; het haalde daar slechts een 12e plaats, maar stond wel 59 weken genoteerd. Het zou in dat land het best verkochte album uit 1981 worden op de voet gevolgd door Super trouper van ABBA. In Nederland en (Vlaams) België sprak het album helemaal niet aan; er zijn geen noteringen bekend. In Engeland haalde het de top 20 van albums niet (12 weken met hoogste plaats 27). OOR's Pop-encyclopedie (versie 1982) vond het een dubieus album (net als Platinum), een mening die in 2012 gedeeld werd door Progwereld.

## Nasleep
The Shadows coverden veel later Moonlight Shadow van Oldfield. In 2012 bracht Mercury Records, dan eigenaar van Virgin Records, een expanded version van het album uit met bonustracks en een bonus-cd met opnamen gemaakt tijdens een concert in Essen.
Tubular Bells · Hergest Ridge · Ommadawn · Incantations · Platinum · QE2 · Five miles out · Crises · Discovery · The Killing Fields · Islands · Earth Moving · Amarok · Heaven's open · Tubular Bells II · The songs of distant earth · Voyager · Tubular Bells III · Guitars · The Millennium Bell · Tr3s lunas · Tubular Bells 2003 · Light + Shade · Music of the Spheres · Man on the Rocks · Return to Ommadawn ·